# Amref Health Africa

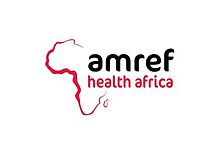
Logotipo oficial de la asociación Amref Health Africa

Amref Health Africa (en español: Fundación Africana para la Medicina y la Investigación) es una organización no gubernamental africana de salud pública.

## Trayectoria
La organización fue fundada en 1957 por tres cirujanos occidentales: Michael Wood (Reino Unido), Tom Rees (Estados Unidos) y Archibald McIndoe (Nueva Zelanda), bajo el nombre de Flying Doctors Service of East Africa, que tenía como objetivo prestar atención quirúrgica en aquellos lugares del este africano que carecían de esos servicios médicos. Con el tiempo, los objetivos de la organización se fueron extendiendo para alcanzar la atención a la salud pública en general en todo el continente y en la actualidad (2019) es una entidad internacional gestionada por los propios ciudadanos africanos.
La sede central de Amref se encuentra en Nairobi (Kenia). La ONG cuenta con una veintena de subsedes en buena parte de los países de la costa este de África, así como en Sudán y Senegal; también hay sedes en Europa, Estados Unidos y Canadá que sirven de apoyo al proyecto. Sus objetivos se centran en obtener un acceso equitativo a la sanidad, dando prioridad a las mujeres y niños. Realiza dos centenares de programas sanitarios en más treinta países, ayudando a casi diez millones de personas cada año, incluso en las zonas más aisladas del África subsahariana.
Desde principios del siglo XXI sus estrategias se apoyan en la atención de la salud pública con el uso de los medios locales, la formación, la contratación de personas de los propios países donde trabaja, el apoyo a la investigación en los mismos y el fomento de una cultura política de salud pública accesible a todos los ciudadanos mediante la capacitación de profesionales y la programación de proyectos estables.

## Premios y distinciones
Entre los galardones que ha recibido a lo largo de los años se encuentran el Conrad Hilton Humanitarian Award en 1999, el Award for Global Health de la Fundación Bill y Melinda Gates en 2005 o el Premio Princesa de Asturias de Cooperación Internacional 2018 por «el esfuerzo sostenido para dar respuesta a las necesidades de millones de personas en el continente africano, complementando la acción de los sistemas locales de salud».